# Cyathea trinitensis
Cyathea trinitensis är en ormbunkeart som först beskrevs av Jenm., och fick sitt nu gällande namn av Karel Domin. Cyathea trinitensis ingår i släktet Cyathea och familjen Cyatheaceae. Inga underarter finns listade.